# CFO Magazine
Das CFO Magazine ist eine  monatlich erscheinende amerikanische Fachzeitschrift für Chief Financial Officers.

## Geschichte
Die Zeitschrift wurde 1985 für Chief Financial Officers (CFOs) und andere Entscheidungsträger im Finanzbereich auf den Markt gebracht. Die britische Economist Group übernahm die Publikation 1988 und verkaufte sie 2010 an das amerikanische Private-Equity-Unternehmen Seguin Partners.´Der Inhalt der Zeitschrift hat sowohl amerikanischen als auch internationalen Bezug. Die Zeitschrift erreicht circa 440.000 Leser. Die Themenbereiche umfassen unter anderem US-GAAP, Kapitalmarkt und  Informationstechnik.